# Tossiat
Tossiat is een gemeente in het Franse departement Ain (regio Auvergne-Rhône-Alpes). De plaats maakt deel uit van het arrondissement Bourg-en-Bresse. Tossiat telde op 1 januari 2022 1.389 inwoners.

## Geografie
De oppervlakte van Tossiat bedroeg op 1 januari 2022 10,17 vierkante kilometer; de bevolkingsdichtheid was toen 136,6 inwoners per km².
De onderstaande kaart toont de ligging van Tossiat met de belangrijkste infrastructuur en aangrenzende gemeenten.

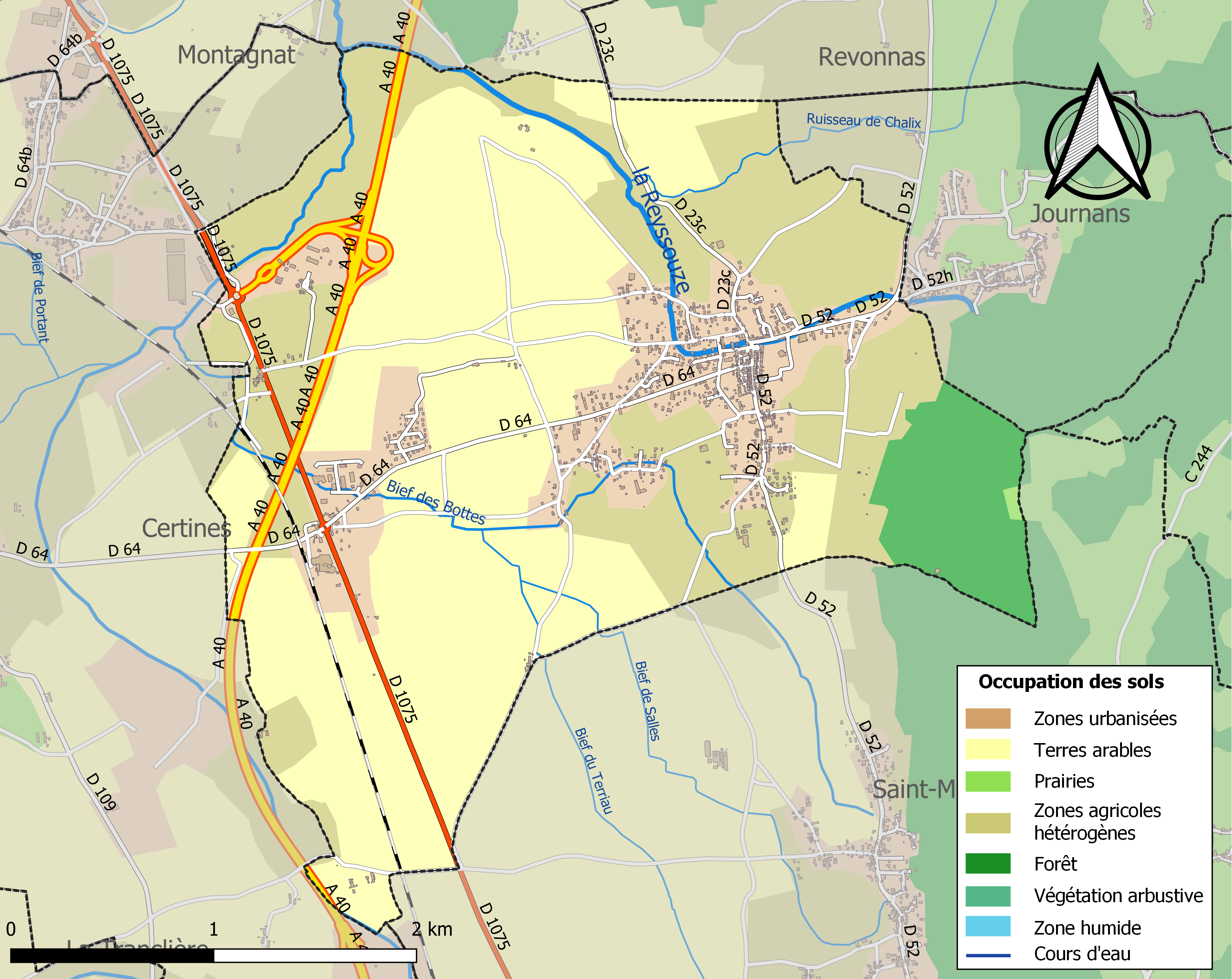

## Verkeer en vervoer
In de gemeente ligt het gesloten spoorwegstation La Vavrette-Tossiat.

## Demografie
Onderstaande figuur toont het verloop van het inwonertal (bron: INSEE-tellingen).
Vanwege een beveiligingsprobleem met de MediaWiki Graph-software is het momenteel niet mogelijk deze grafiek weer te geven. Zodra de software is bijgewerkt zal de grafiek vanzelf weer zichtbaar worden.